# センティピード (ゲーム)
『センティピード』(Centipede)は、アタリより1980年にアーケードゲームとして発売された縦画面の固定画面シューティングゲーム。日本ではサンリツ電気より発売された。

## 概要
ゲームデザインはエド・ロッグとドーナ・ベイリー。 プレイヤーは上空からプレイフィールドに降りてくるセンティピード（ムカデ）、サソリ、ノミなどと戦う。
アタリの8ビットゲーム機アタリ2600、アタリ5200、アタリ7800に移植された。また、アタリソフトレーベルでApple II、コモドール64、コレコビジョン、VIC-20、IBM PC、PC booter、インテレビジョン、TI-99/4Aでも発売された。スペリオル・ソフトウェアによってBBC Microでも発売されている。

## ゲーム
プレイヤーは画面の下の方に位置するどう考えても飛行機なキャラクターを操作する。後に、アタリ2600、5200、7800用のカートリッジではエルフのようなキャラクターが描かれている。トラックボールで移動、ボタンでレーザーを発射し攻撃する。センティピード（ムカデ）はマッシュルームが多数生えたフィールドに上空から左右に移動しつつ降りてくる。ムカデの胴体を攻撃すると、2つに分裂し、別々に動く。ムカデの頭部を撃つと、マッシュルームになる。
マッシュルームは動かず、攻撃もしてこないが、4発撃つと破壊できる。
ムカデなどの虫にプレイヤーが接触するとミスになる。プレイヤーの残機が無くなるとゲームオーバーになる。

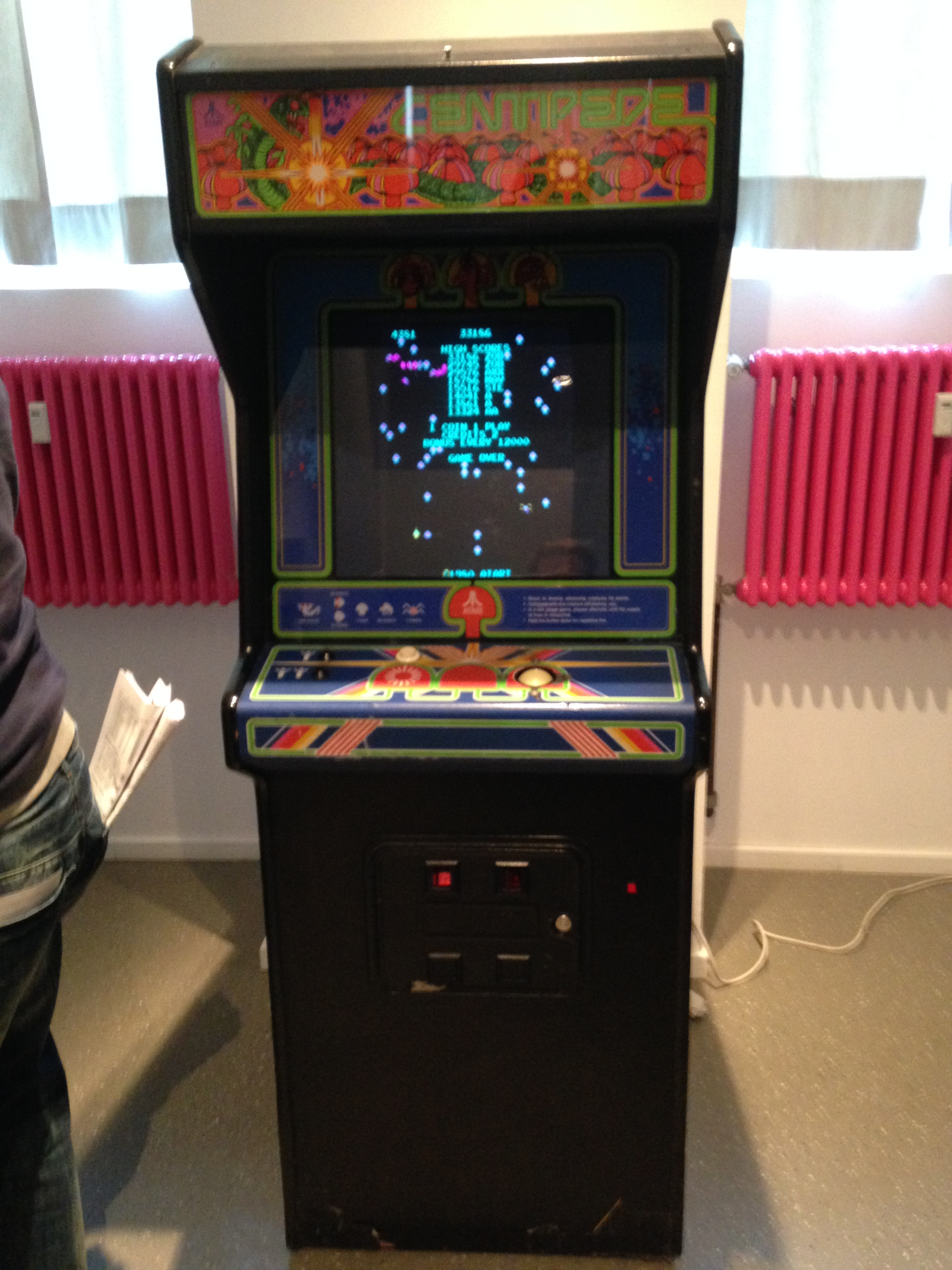
アーケード機

## 得点
- マッシュルーム：1ポイント(攻撃で破壊)、5ポイント（プレイヤーが敵に接触して破壊した時)
- ムカデ：10ポイント（ボディ）、100ポイント(ヘッド)
- ノミ：200ポイント
- クモ：300、600、900ポイント（プレイヤーとの距離によって変化）
- サソリ：1000ポイント

スコアが10,000、12,000、15,000、20,000に達すると残機が増える。このゲームにおける最高得点は999,999ポイント。

## その他のメディア
- 1982年に（日本では1984年）続編的位置付けの業務用ゲーム「ミリピード（英語版）」（Millipede、ヤスデの意）がリリースされている。
- 映画『ピクセル』に本作が登場している[2]。